# Charles Rogier
Charles Latour Rogier (San Quintino, 17 agosto 1800 – Saint-Josse-ten-Noode, 27 maggio 1885) è stato un politico belga, leader della Rivoluzione belga e due volte Primo ministro del Belgio: dal 12 agosto 1847 al 31 ottobre 1852 e dal 9 novembre 1857 al 3 gennaio 1868.

## Biografia
Dopo la morte del padre, ufficiale dell'esercito francese caduto nella Campagna di Russia nel 1812, si trasferì con il resto della famiglia a Liegi.
Studiò Giurisprudenza all'Università di Liege e divenne avvocato ma ben presto si dedicò al giornalismo opponendosi al dominio olandese sul Belgio.
Nel 1824 fondò assieme a Paul Devaux e a Joseph Lebeau il giornale Mathieu Laensberg (poi ribattezzato Le Politique) dal quale lanciò duri attacchi contro il governo olandese.
Allo scoppio della Rivoluzione belga nell'agosto 1830 Rogier si reca a Bruxelles assieme a circa 300 miliziani e diventa membro del governo provvisorio, creato in ottobre.
A seguito della creazione di Regno indipendente del Belgio con Leopoldo I come sovrano, viene nominato governatore di Anversa.
Successivamente ricopre vari incarichi di governo: Ministro dei Lavori Pubblici, Ministro dell'Istruzione e Ministro degli Esteri (1861-1868).
Massone, fu membro della loggia "L'Union des Peuples" di Bruxelles, del Grande Oriente del Belgio.

## Onorificenze

### Onorificenze belghe
- Ministro di Stato: da Decreto Reale